# Madoniscus termitis
Madoniscus termitis är en kräftdjursart som beskrevs av Paulian de Felice 1950. Madoniscus termitis ingår i släktet Madoniscus och familjen Styloniscidae. Inga underarter finns listade i Catalogue of Life.